# Rhinolophus osgoodi
Rhinolophus osgoodi — вид рукокрилих родини Підковикові (Rhinolophidae).

## Поширення
Країни поширення: Китай (Юньнань). Немає даних по екологію цього виду.

## Загрози та охорона
Загрози для цього виду не відомі. Поки не відомо, чи вид присутній в будь-якій з охоронних територій.